# 刘自鸿
刘自鸿（1983年—），祖籍江西省抚州市，柔宇科技董事长、创始人。刘自鸿曾任清华大学电子工程系学士、硕士，美国斯坦福大学电子工程博士、微纳电子学专家。2024年8月，隨著柔宇科技的財務狀況惡化，刘自鸿出走美國。

## 生平
他拥有斯坦福大学电气工程博士学位。 2007年，他与另外两名斯坦福大学毕业生在深圳创立了柔宇科技。
在弗兰克-瓦尔特·施泰因迈尔参观佛山机器人学院期间，他强调了人与洁净室之间的冲突：“我们有一个40万平方米的工厂。你在这个工厂里看不到一个人。如果有人进去，效率就会下降。人们往往会扰乱生产流程。然后灰尘就可能会进来。”

## 荣誉
- 国家“千人计划”入选者
- 2015年，被福布斯中國富豪榜评选为“中美十大创新人物”之一[5]
- 荣获“广东青年五四奖章”